# Nonaflato

Anión Nonaflato

En química, nonaflato es el nombre dado generalmente a los nonafluorobutanosulfonatos, las sales o ésteres del ácido nonafluorobutanosulfónico.  
Su fórmula es CF3CF2CF2CF2SO3-.  Tiene usos parecidos al triflato.
- Datos: Q518017